# مارتون هامونایی
مارتون هامونایی (انگلیسی: Márton Homonnai; ۵ فوریه ۱۹۰۶ – ۱۵ اکتبر ۱۹۶۹) بازیکن واترپلو اهل مجارستان بود.
وی در مسابقات کشوری و بین‌المللی در مجموع برندهٔ ۲ مدال طلا، ۱ مدال نقره شده‌است.